# Loxandrini
Los loxandrinos (Loxandrini) son una tribu de coleópteros adéfagos  perteneciente a la familia Carabidae. 

## Géneros
Lista incompleta de géneros:
- Oxycrepis - Loxandrus[1]